# Straubing-Bogen
Districtul Straubing-Bogen este un district rural (germană: Landkreis) din regiunea administrativă Bavaria Inferioară, landul Bavaria, Germania.

## Orașe și comune
| orașe 1. Bogen (10.105) 2. Geiselhöring (6.765) comune (târg) 1. Mallersdorf-Pfaffenberg (6.669) 2. Mitterfels (2.459) 3. Schwarzach (2.898) | comune 1. Aholfing (1.696) 2. Aiterhofen (3.466) 3. Ascha (1.538) 4. Atting (1.693) 5. Falkenfels (1.013) 6. Feldkirchen (1.936) 7. Haibach (2.178) 8. Haselbach (1.647) 9. Hunderdorf (3.382) 10. Irlbach (1.171) 11. Kirchroth (3.690) 12. Konzell (1.816) 13. Laberweinting (3.474) 14. Leiblfing (3.970) 15. Loitzendorf (630) 16. Mariaposching (1.409) 17. Neukirchen (1.808) 18. Niederwinkling (2.280) 19. Oberschneiding (2.745) 20. Parkstetten (2.980) 21. Perasdorf (650) 22. Perkam (1.450) 23. Rain (2.679) 24. Rattenberg (1.842) 25. Rattiszell (1.462) 26. Salching (2.501) 27. Sankt Englmar (1.521) 28. Stallwang (1.383) 29. Steinach (2.944) 30. Straßkirchen (3.346) 31. Wiesenfelden (3.586) 32. Windberg (1.043) |